# Halowe Mistrzostwa Europy w Lekkoatletyce 1983 – bieg na 1500 m mężczyzn
Bieg na 1500 metrów mężczyzn – jedna z konkurencji biegowych rozgrywanych podczas halowych lekkoatletycznych mistrzostw Europy w Sportscsarnok w Budapeszcie. Eliminacje zostały rozegrane 5 marca, a bieg finałowy 6 marca 1983. Zwyciężył reprezentant Republiki Federalnej Niemiec Thomas Wessinghage. Tytułu zdobytego na poprzednich mistrzostwach nie bronił José Luis González z Hiszpanii.

## Rezultaty

### Eliminacje
Rozegrano 2 biegi eliminacyjne, do których przystąpiło 13 biegaczy. Awans do finału dawało zajęcie jednego z pierwszych trzech miejsc w swoim biegu (Q). Skład finału uzupełniło trzech zawodników z najlepszym czasem wśród przegranych (q).
Opracowano na podstawie materiału źródłowego.
Bieg 1
| Miejsce | Zawodnik            | Czas     | Uwagi |
| ------- | ------------------- | -------- | ----- |
| 1       | José Manuel Abascal | 3:48,23  | Q     |
| 2       | Antti Loikkanen     | 3:487,43 | Q     |
| 3       | Claudio Patrignani  | 3:48,47  | Q     |
| 4       | Carlos Cabral       | 3:48,52  |       |
| 5       | Béla Énekes         | 3:48,96  |       |
| 6       | János Szvoboda      | 3:50,12  |       |
| 7       | Didier Begouin      | 3:53,69  |       |

Bieg 2
| Miejsce | Zawodnik           | Czas    | Uwagi |
| ------- | ------------------ | ------- | ----- |
| 1       | Peter Wirz         | 3:43,30 | Q     |
| 2       | Thomas Wessinghage | 3:43,31 | Q     |
| 3       | Andreas Baranski   | 3:43,63 | Q     |
| 4       | Jaime López        | 3:43,92 | q     |
| 5       | Tamás Szabó        | 3:43,97 | q     |
| 6       | Jorgos Petrakis    | 3:44,45 | q     |

### Finał
Opracowano na podstawie materiału źródłowego.
| Miejsce | Zawodnik            | Czas    |
| ------- | ------------------- | ------- |
| 1       | Thomas Wessinghage  | 3:39,82 |
| 2       | José Manuel Abascal | 3:40,39 |
| 3       | Antti Loikkanen     | 3:41,31 |
| 4       | Peter Wirz          | 3:41,95 |
| 5       | Claudio Patrignani  | 3:41,99 |
| 6       | Andreas Baranski    | 3:42,54 |
| 7       | Jaime López         | 3:42,96 |
| 8       | Tamás Szabó         | 3:44,85 |
| 9       | Jorgos Petrakis     | 3:48,91 |